# Nearktiska regionen

Den nearktiska regionen

Den nearktiska regionen eller Nearktis är en av de åtta djurgeografiska regioner som jordens landmassa indelas i, och som täcker större delen av Nordamerika inklusive Grönland samt höghöjdsregionerna i Mexiko. Söder om den nearktiska regionen finns den neotropiska regionen.
Även om Nordamerika och Sydamerika för närvarande förenas genom Panamanäset, har dessa två världsdelar varit åtskilda under mer än 180 miljoner år, och växt- och djurliv på respektive kontinent har tagit skilda utvecklingsvägar. När den uråldriga superkontinenten Pangea klövs itu under triasperioden för omkring 200 miljoner år sedan, förblev Nordamerika sammanhängande med Eurasien som en del av superkontinenten Laurasien, medan Sydamerika utgjorde en del av Gondwana. Så småningom bröt sig Laurentia loss från Laurasien och kom att utgöra huvudparten av den nordamerikanska kontinenten.
Nordamerika har under perioder haft landbroar till både Asien och Sydamerika, vilket har tillåtit ett utbyte av både djur- och växtarter mellan dessa kontinenter. För att benämna både den nearktiska och den neotropiska regionen gemensamt, talar man ibland om Nya världen.  En äldre landbro över Berings sund mellan Asien och Nordamerika tillät många arter att sprida sig mellan dessa kontinenter, och den nearktiska regionen har många arter gemensamt med den palearktiska regionen. Dessa två djurgeografiska regioner benämns ibland gemensamt som den holarktiska regionen.
Många stora djur, eller megafauna, som till exempel hästar, kameler, mammutar, mastodonter, jättesengångare sabeltandade tigrar, björnarten Arctodus simus och geparden dog ut i Nordamerika i slutet av pleistocen och från samma tid finns de första spåren av mänsklig närvaro. Denna period brukar kallas för holocen-utdöendet. Det har tidigare antagits att klimatförändringar (istid) orsakade dessa arters utdöende, men numera tror många forskare att klimatförändringarna visserligen spelade stor roll, men att ankomsten av de jagande människorna var den huvudsakliga faktorn. Även brist på bytesdjur spelade stor roll för de stora rovdjuren.
Samtidigt med människan anlände bison (Bison bison), brunbjörn (Ursus arctos) eller grizzlybjörn (Ursus arctos horribilis) och kronhjort (Cervus elaphus) till Nordamerika och fyllde snabbt de ekologiska nischer som lämnats tomma av de utdöda arterna.
Det finns en fågelfamilj (Timaliinae) som är endemisk för den nearktiska regionen. Dessutom finns det ytterligare fyra fågelfamiljer som är endemiska för Holarktis: lommar (Gaviidae), skogshöns (Tetraonidae), alkor (Alcidae) och sidensvansar (Bombycillidae).
Bland de djur som ursprungligen var unika för Nearktis återfinns:
- Familjen hunddjur Canidae: hundar, vargar, rävar och prärievargar
- Familjen kameldjur Camelidae, kameler och deras sydamerikanska släktingar som till exempel lamor.
- Familjen hästdjur Equidae, hästar och deras släktingar.
- Familjen Antilocapridae i vilken återfinns gaffelantilop.
- Underfamiljen Tremarctine i familjen björnar bestående av släktena †Arctodus och Tremarctos, däribland den utrotade Arctodus simius. Den sista kvarvarande arten i denna underfamilj är glasögonbjörnen (Tremarctos ornatus) i Sydamerika.
- Geparden (Acinonyx jubatus) uppstod i Nordamerika och spreds senare till Eurasien.